# بوبي أوستين
بوبي أوستين (بالإنجليزية: Bobby Austin)‏ هو كاتب أغاني أمريكي، ولد في 5 مايو 1933 في وينتاتشي في الولايات المتحدة، وتوفي في 6 يناير 2002.

## روابط خارجية
- بوبي أوستين على موقع ميوزك برينز (الإنجليزية)
- بوبي أوستين على موقع ديسكوغز (الإنجليزية)
- بوبي أوستين على موقع ديسكوغز (الإنجليزية)